# 개성 노씨
개성 노씨(開城路氏)는 개성시를 본관으로 하는 한국의 성씨이다.
시조인 노은경은 한림학사로서 노국공주를 따라 고려에 왔으며, 이후 고려 개성에 정착해 고려인으로서 살아갔다. 후에 후손들이 시조를 노은경으로 하고 본관을 개성으로 했다.

## 참고 자료
- “노 路”. 斗山世界大百科事典. 2022년 9월 19일에 원본 문서에서 보존된 문서.
- “A Comparison of the Korean and Japanese Approaches to Foreign Family Names” (PDF). 《Journal of cultural interaction in East Asia》 (영어) (東アジア文化交渉学会). 2014. 21면. 2016년 3월 27일에 원본 문서 (PDF)에서 보존된 문서. 다음 글자 무시됨: ‘author金光林’ (도움말)

1. ↑  “KOSIS”. 《kosis.kr》. 2022년 11월 17일에 확인함.